# NGC 7545
NGC 7545 ist eine ringförmige Balken-Spiralgalaxie vom Hubble-Typ SBb im Kranich (Sternbild)|Sternbild Kranich am Südsternhimmel. Sie ist schätzungsweise 94 Millionen Lichtjahre von der Milchstraße entfernt und hat einen Durchmesser von etwa 30.000 Lichtjahren.
Das Objekt wurde am 4. September 1834 von John Herschel entdeckt.